# Derek Richardson
Derek Richardson (ur. 18 stycznia 1976 w Queensbury) – amerykański aktor. Wystąpił jako naiwny i wesoły Patrick Bachelor w sitcomie ABC Uwaga, faceci! (Men in Trees, 2006–2008).

## Życiorys
Urodził się w Queensbury, w hrabstwie Warren, w stanie Nowy Jork jako najstarszy z pięciorga dzieci Ellen i doktora Dereka Richardsona, dermatologa. Ukończył Holderness School w Plymouth w New Hampshire. W latach 1994–1998 uczęszczał do Colorado College. 
W 1999 wystąpił jako Thorton w produkcji off-Broadwayowskiej Lobster Alice u boku Davida Patricka Kelly. Swoją karierę ekranową zaczął od gościnnych występów w serialu NBC Prawo i porządek (Law & Order, 2000) i sitcomie Comedy Central Powrót do klasy (Strangers with Candy, 2000). Po przeprowadzce do Los Angeles w 2002, zagrał w roli początkującego architekta ze złamanym sercem i zainteresowaniem Felicity (Keri Russell) w serialu J.J. Abramsa Felicity (2002). Za rolę Harry’ego Dunne’a w komedii Głupi i głupszy 2: Kiedy Harry poznał Lloyda (Dumb and Dumberer: When Harry Met Lloyd, 2003) zdobył nominację do Teen Choice Awards i Zlotej Maliny w kategorii najgorsza para ekranowa z Erikiem Christianem Olsenem. 

## Życie prywatne
W 2012 ożenił się z niemiecką aktorką Franką Potente. Mają dwie córki – Polly (ur. 2011) i Georgie (ur. 2013).

## Filmografia

### Filmy
- 2003: Głupi i głupszy 2: Kiedy Harry poznał Lloyda (Dumb and Dumberer: When Harry Met Lloyd) jako Harry Dunne
- 2004: Dziewczyny z drużyny 2 (Bring It On Again) jako chłopak na imprezie
- 2005: Zapach śmierci (Reeker) jako Nelson
- 2005: Hostel jako Josh
- 2007: Hostel 2 (Hostel: Part II) jako Josh
- 2009: Jednostka przygotowawcza (Prep & Landing) jako Lanny (głos)
- 2011: Jednostka przygotowawcza: Aniołki kontra Ancymony jako Lanny (głos)

### Seriale
- 2000: Prawo i porządek (Law & Order) jako Brad Wilder
- 2000: Powrót do klasy (Strangers with Candy) jako Jared
- 2002: Felicity jako Adam Davis
- 2006–2008: Uwaga, faceci! (Men in Trees) jako Patrick Bachelor
- 2009: Dr House jako Mistrz Wolności / Steve
- 2010: The Good Guys jako Tyler
- 2011: American Horror Story jako Harry Goodman
- 2012: Świry (Psych) jako Danny
- 2012–2014: Jeden gniewny Charlie (Anger Management) jako Nolan Johnson
- 2017: Zabójcza broń (Lethal Weapon) jako Jonah Canter
- 2021: Fear the Walking Dead jako Fred
- 2021: A Million Little Things jako Stephen